# Super Noël 3 : Méga Givré
Série
Hyper Noël
(2002) Super Noël, la série (série télévisée)
(2022)
Pour plus de détails, voir Fiche technique et Distribution.
Super Noël 3 : Méga Givré ou Sur les traces du Père Noël 3 : La Clause Force Majeure au Québec (The Santa Clause 3: The Escape Clause) est un film de Noël américano-canadien réalisé par Michael Lembeck, sorti en 2006.
Il est la suite des films Super Noël (1994) et Hyper Noël (2002). La franchise se prolonge ensuite avec la série télévisée Super Noël, la série (2022).
Le film débute alors que le père Noël, alias Scott Calvin, doit réussir à rendre sa nouvelle famille heureuse, tout en empêchant Jack Frost de faire main basse sur la fête de Noël.

## Synopsis
Douze ans se sont écoulés depuis que Scott Calvin a pris le manteau du Père Noël et a épousé Carol Newman, qui est maintenant enseignante au pôle Nord. La veille de Noël, elle raconte à un groupe de jeunes elfes une histoire de sa vie avec Scott en attendant leur premier enfant.
Carol souhaiterais voir ses parents pour Noël malgré le S.O.S (le Secret Officiel du Site). Mais Scott décide d’inviter ses beaux-parents, Sylvia et Bud Newman au pôle Nord avec l’aide du marchand de sable, mais aussi l'ex-femme de Scott, Laura, son mari Neil, leur fille Lucy et le fils de Scott, Charlie. Pendant ce temps, il est convoqué à une réunion du Conseil des figures légendaires, composée de Mère Nature, du Père Temps, du lapin de Pâques, de Cupidon, de la Fée des dents et du Marchand de sable, concernant le comportement de Jack Frost, qui est jaloux de ne pas avoir de vacances ou d'occasion spéciale en son honneur. Parce qu'il s'est fait la promotion pendant la période de Noël, Mère Nature suggère des sanctions contre lui. Alors que Scott tente de faire venir les beaux-parents sans révéler qu'il est le Père Noël, Jack Frost négocie une phrase légère de service communautaire au pôle Nord, aidant Scott et les elfes à mettre en place divers accessoires à thème canadien, car les parents de Carol croient que Scott est un fabricant de jouets au Canada ; Scott consent.
Scott amènes la famille et les parents de Carole où ils sont heureux de la revoir mais ne cesse de critiquer le travail de Scott et soupçonne qu’elle est enlevé du fait qu’elle ne les contacte pas. Pendant ce temps, Frost complot pour pousser le Père Noël à renoncer à son poste. Lorsque le nouveau elf en chef Curtis révèle par inadvertance la "clause force majeure", Frost se faufile dans le Hall des boules en verres et vole celui de Scott sur le moment où il est devenu Père Noël. Si Scott détient souhaite "n’avoir jamais été Père Noël du tout", il remontera dans le temps et annulera sa carrière en tant que Père Noël. Lorsque Lucy découvre cela, Frost gèle ses parents et l'enferme dans un placard. Il orchestre ensuite des situations qui font penser à Scott qu'il doit démissionner pour améliorer les choses.
Frost trompe Scott en sabotant la fabrique et en créant de la tension entre sa belle- famille pour qu'il invoque par inadvertance la clause force majeure et les deux sont envoyés dans la cour avant de Scott en 1994, lorsque Scott a fait tomber le Père Noël d'origine de son toit et a dû le remplacer. Frost fait tomber le Père Noël d'origine du toit et attrape le manteau du Père Noël avant que Scott ne puisse le faire. Scott est envoyé dans un univers alternatif de 2006, où il est PDG de son ancienne entreprise depuis douze ans et sa famille le déteste. Scott apprend également que Laura et Neil ont divorcé et que Carol a déménagé il y a des années.
Scott va retrouver Lucy et Neil, qui sont en vacances au pôle Nord, que Frost a transformé en parc à thème. Noël est maintenant "Joyeux Frost", les elfes sont misérables, les rennes sont confinés dans un zoo pour enfants et les parents peuvent payer pour que leurs enfants soient placés sur la belle liste. Scott trouve Lucy et interroge Neil sur Laura ; il déclare que l'absence de bourreau de travail de Scott dans la vie de Charlie a mis toute la pression sur Neil, et Charlie ne voulait pas qu'il soit son père, ce qui a causé le divorce entre lui et Laura.
Scott affronte Frost et provoque une distraction, et convainc Lucy de voler la boule à neige de Frost pour lui. Lucy jette la boule de neige à Scott, mais Frost l'attrape. Scott joue avec un enregistrement de Frost disant "J'aurais aimé n'avoir jamais été le Père Noël du tout" à partir d'un stylo de pôle Nord nouveau que Frost lui a donné plus tôt, invoquant la clause force majeure, renvoyant à la fois Scott et Frost en 1994. Scott retient Jack assez longtemps pour laisser son homologue de 1994 obtenir le manteau, ce qui en fait à nouveau le Père Noël, renvoyant les deux au présent dans la chronologie originale.
Scott se réconcilie avec sa famille et Jack est arrêté par la police elfe. Il révèle qu'il ne peut pas dégeler ses victimes à moins de se dégeler, ce qu'il dit qu'il ne fera jamais. Scott convainc Lucy via une boule de neige qu'il lui avait donnée plus tôt d'embrasser chaleureusement un bonhomme de neige, de donner à Frost un "étreinte magique" pour le dégeler et le réformer. Cela fonctionne, Laura et Neil se dégeltent et Frost devient une nouvelle personne. La ruse "Canada" est abandonnée et Scott apparaît comme le Père Noël aux parents de Carol. Il reste deux heures avant que le Père Noël ne parte pour ses livraisons de Noël, Carol s’apprête à accoucher.
Des mois plus tard, alors que Carol raconte l'histoire à ses élèves, Scott entre pour révéler leur fils, Buddy « Cal » Claus.

## Fiche technique
Sauf indication contraire, les informations mentionnées dans cette section peuvent être confirmées par les bases de données cinématographiques IMDb et Allociné,  présentes dans la section « Liens externes ».
- Titre original : The Santa Clause 3: The Escape Clause
- Titre français : Super Noël 3 : Méga Givré ou Super Noël méga givré - Super Noël 3
- Titre québécois : Sur les traces du Père Noël 3 : La Clause Force Majeure[3]
- Réalisation : Michael Lembeck
- Scénario : Ed Decter et John J. Strauss, d'après les personnages créés par Leo Benvenuti et Steve Rudnick
- Musique : George S. Clinton
- Direction artistique : Greg Berry et Charlie Daboub
- Décors : Richard Holland
- Costumes : Ingrid Ferrin
- Photographie : Robbie Greenberg
- Son : Adam Kopald, Terry Porter, Dean A. Zupancic
- Montage : David Finfer
- Production : Robert F. Newmyer, Brian Reilly et Jeffrey Silver
  - Production déléguée : James Miller et William W. Wilson III
- Sociétés de production : Boxing Cat Films, Outlaw Productions et Santa Frost Productions, présenté par Walt Disney Pictures
- Société de distribution : Buena Vista Pictures (États-Unis)
- Budget : 12 millions de $[4]
- Pays de production :  États-Unis,  Canada
- Langue originale : anglais
- Format : couleur (Technicolor) — 35 mm — 1,85:1 (Panavision) — son DTS / Dolby Digital / SDDS
- Genre : comédie, fantastique, aventure
- Durée : 97 minutes
- Dates de sortie[5] :
  - États-Unis, Canada, Québec : 3 novembre 2006[3]
  - France : 21 novembre 2007 (sortie directement en DVD)
- Classification :
  - États-Unis : tous publics (G - General Audiences)
  - Canada, Québec : tous publics (G - General)[3]
  - France : tous publics (conseillé à partir de 8 ans)[6]
  - Belgique : tous publics (jeune public) (Alle Leeftijden)[7]

## Distribution
- Tim Allen (VQ : Yves Corbeil) : Scott Calvin / le père Noël
- Wendy Crewson (VQ : Élise Bertrand) : Laura Calvin Miller
- Judge Reinhold (VQ : Alain Zouvi) : Dr Neil Miller
- Eric Lloyd (VQ : Nicolas Bacon) : Charlie Calvin
- Elizabeth Mitchell (VQ : Isabelle Leyrolles) : Carol Newman Calvin / la mère Noël
- Spencer Breslin (VQ : Sébastien Reding) : Curtis
- Liliana Mumy (VQ : Juliette Mondoux) : Lucy Miller
- Martin Short (VQ : François Sasseville (acteur)) : Jack Frost
- Ann-Margret (VQ : Madeleine Arsenault) : Sylvia Newman
- Alan Arkin (VQ : Jean-Marie Moncelet) : Bud Newman
- Abigail Breslin : Trish
- Madeline Carroll : Cocoa
- Art LaFleur (VQ : Marc Bellier) : la fée des dents
- Aisha Tyler (VQ : Hélène Mondoux) : Mère Nature
- Michael Dorn (VQ : François Godin) : le marchand de sable
- Peter Boyle (VQ : André Montmorency) : Père Temps
- Kevin Pollak (VQ : Jacques Lavallée) : Cupidon
- Jay Thomas (VQ : Daniel Picard) : le lapin de Pâques

Note : Il n’existe pas de doublage français de France pour ce film ; le DVD vendu en France est doublé au Québec. On ne retrouve donc pas les comédiens tels que Michel Papineschi, Véronique Augereau, Bernard Le Coq, Jimmy Redler et le reste du casting VF des précédents opus.

## Sorties cinéma
Sauf indication contraire, les informations mentionnées dans cette section peuvent être confirmées par la base de données cinématographiques IMDb,  présente dans la section « Liens externes ».
- Allemagne : 2 novembre 2006
- Canada : 3 novembre 2006
- États-Unis : 3 novembre 2006
- Philippines : 8 novembre 2006 (Manille)
- Australie : 16 novembre 2006
- Grèce : 20 novembre 2006
- Royaume-Uni : 24 novembre 2006
- Irlande : 24 novembre 2006
- Islande : 24 novembre 2006
- Italie : 24 novembre 2006
- Mexique : 1er décembre 2006
- Panama : 1er décembre 2006
- Afrique du Sud : 1er décembre 2006
- Japon : 2 décembre 2006
- Turquie : 8 décembre 2006
- Uruguay : 15 décembre 2006
- Espagne : 22 décembre 2006
- Brésil : 25 décembre 2006
- Afghanistan : 2 février 2007
- Égypte : 14 décembre 2007
- Estonie : 26 décembre 2019

## Sorties vidéo
Sauf indication contraire, les informations mentionnées dans cette section peuvent être confirmées par la base de données cinématographiques IMDb,  présente dans la section « Liens externes ».
| Sortie directement en DVD - Pays-Bas : 6 novembre 2007 - Suède : 14 novembre 2007 - Russie : 15 novembre 2007 - France : 21 novembre 2007 - Hongrie : 21 novembre 2007 - Argentine : 12 décembre 2007 | Sortie Blu-ray - France : 28 novembre 2007 Diffusion TV - Pologne : 7 décembre 2014 Sortie en VOD - France : 1er février 2019 |

## Production
Le tournage se déroule entièrement dans les Downey Studios (en) à Downey en Californie, notamment le décor d'Elfsburg Village sur le plateau 1 et les extérieurs sur le backlot des studios.

## Accueil

### Accueil critique
Lors des 27e cérémonie des Razzie Awards tenue le 24 février 2007 au Ivar Theatre de Los Angeles, Californie, le film a reçu plusieurs nominations négatives. Tim Allen a été nommé pire acteur et Martin Short a obtenu le pire second rôle masculin. Le pire couple à l'écran a été décerné à Tim Allen et Martin Short. Quant au film lui même, il a été nommé pire excuse pour un divertissement familial ainsi que la pire préquelle ou suite,.

## Distinctions
Source : Internet Movie Database et Allociné

### Récompenses
- BMI Film and TV Awards 2007 : prix BMI de la meilleure musique de film pour George S. Clinton
- The Stinkers Bad Movie Awards 2007 :
  - Prix Stinker de la pire suite
  - Prix Stinker du pire acteur pour Tim Allen
  - Prix de la pire performance d'un enfant pour Spencer Breslin

### Nominations
- Razzie Awards 2007 :
  - Pire acteur pour Tim Allen
  - Pire second rôle masculin pour Martin Short
  - Pire couple à l'écran pour Tim Allen et Martin Short
  - Pire préquelle ou suite
  - Pire excuse pour un divertissement familial
- The Stinkers Bad Movie Awards 2007 :
  - Le pire film de Noël
  - Le pire titre de film
  - Pire acteur dans un second rôle pour Martin Short
- Young Artist Awards 2007 : meilleur jeune casting dans un long métrage pour Spencer Breslin, Darian Bryant, Ridge Canipe, Madeline Carroll, Kate Emerick, Ryan Heinke, Eric Lloyd, Liliana Mumy, Charlie Stewart et Chantel Valdivieso

### SagaSuper Noël
- Super Noël (The Santa Clause, 1994)
- Hyper Noël (The Santa Clause 2, 2002)
- Super Noël 3 : Méga Givré (The Santa Clause 3: The Escape Clause, 2006)
- Super Noël, la série (The Santa Clauses, 2022-2023)